# Regina Carter

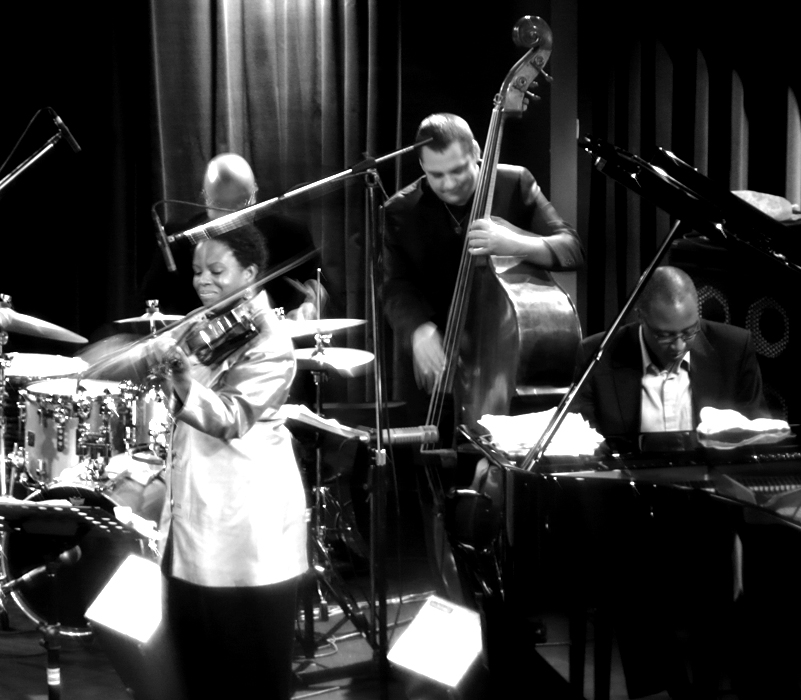
Regina Carter mit Band 2007

Regina Carter (* 6. August 1966 in Detroit, USA) ist eine US-amerikanische Violinistin, die vor allem im Jazzkontext spielt.

## Leben und Wirken
Carter lernte ab dem 5. Lebensjahr Violine und spielte zunächst in der Detroit Youth Symphony, begann ab dem 15. Lebensjahr aber auch Popmusik zu spielen. Auf dem New England Conservatory beschäftigte sich ausschließlich mit klassischer Musik, schloss auf einem College der Oakland University mit einem BA als Violinistin ab und verbrachte dann die nächsten zwei Jahre in Europa, wo sie u. a. in einer deutsch-amerikanischen Funkband spielte. Zurück in Detroit spielte sie mit Marcus Belgrave und schloss sich der Frauen-Band Straight Ahead an. In den frühen 1990ern ging sie nach New York City, wo sie zunächst mit Mary J. Blige sowie der Black Rock Coalition auftrat und für zwei Jahre dem String Trio of New York angehörte. 1997 ging sie mit Wynton Marsalis auf Tournee, in dessen Oratorium Blood On the Fields sie eine prominente Rolle spielte. Weiterhin arbeitete sie mit Cassandra Wilson, Lauryn Hill, Max Roach, Aretha Franklin, Billy Joel, Oliver Lake (Movement, Turns & Switches, 1997), Dolly Parton, Danilo Pérez (Motherland, 2000) und Joe Jackson zusammen.
1998 erhielt sie einen Plattenvertrag bei Verve Records und veröffentlichte dort bis heute mehrere erfolgreiche Alben. Dabei wurde sie von Jazzmusikern wie James Carter (ihrem Cousin), Barry Harris, Lewis Nash, Kenny Barron und anderen begleitet. Auf diesen Platten verarbeitete sie Jazzstandards wie Tadd Damerons Our Delight oder die Ballade Spring Can Really Hang you Up the Most ebenso wie den Soul-Klassiker Papa Was a Rolling Stone. Ihre Interpretation von Gabriel Faurés Pavane wurde als Hintergrundmusik für die Fernsehserie Sex and the City verwendet.
Carter hat fünfmal hintereinander in Folge den Down Beat als beste Jazzviolinistin gewonnen. Als erste Jazzmusikerin durfte sie 2001 auf einer 250 Jahre alten Violine von Guarneri spielen, die früher dem Geigenvirtuosen Paganini gehörte.
2006 war sie MacArthur Fellow. Für das Jahr 2023 bekam sie eine NEA Jazz Masters Fellowship des National Endowment for the Arts.

## Diskographische Hinweise
- 2020 Regina Carter Freedom Band Swing States: Harmony in Battle Ground (Tiger Turn/eOne)
- 2014 Southern Comfort (Masterworks)
- 2010 Reverse Thread (E1 Entertainment)
- 2006: I'll Be Seeing You: A Sentimental Journey mit u. a. Carla Cook, Matthew Parrish
- 2003: Paganini-After A Dream (Verve)
- 2001: Freefall mit Kenny Barron
- 2000: Motor City Moments (Verve) mit James Carter, Barry Harris, Lewis Nash
- 1998: Rhythms of the Heart (Verve) mit Kenny Barron, Marcus Belgrave, Cassandra Wilson
- 1997: Something for Grace
- 1995: Regina Carter